# Järnvägshotellet i Jörn
Järnvägshotellet i Jörn är en byggnad i Jörn, Västerbotten. Byggnaden uppfördes av SJ i samband med att stambanan genom övre Norrland byggdes i slutet av 1800-talet. Järnvägshotellet i Jörn ingår i "en av de bäst bevarade järnvägsmiljöerna i hela landet".

## Historia

### Nybyggnad
Byggnaden uppfördes 1893 eller 1894, samtidigt som Jörns station, och ägdes av SJ. Det var en av de första två byggnaderna som uppfördes i Jörn och hotellet invigdes 1900. Hotellet placerades strax söder om Jörns stationshus. Även om det med tiden växte fram allt fler hotell i Jörn var järnvägshotellet det finaste med både 1, II och III klass matsalar. Järnvägshotellet ritades av SJ:s arkitektkontor där Adolf Edelsvärd var chef. Byggnaden hade liknande proportioner och panel som stationshusen av Hällnäsmodellen. I byggnadens mitt låg tambur och trappa, 1:a och 2:a klass matsal låg till höger och 3:e klass matsal till vänster. En längsgående korridor avdelade köket från matsalarna. År 1901 anlades en järnvägspark söder om hotellet.

### Utbyggnad
Efter fyra år planerades en utbyggnad av verksamheten och efter något år byggdes hotellet ut. Dessutom flyttades entré, kök  och matsalar till flygeln och fler gästrum inreddes i nedervåningen. Således fick byggnaden då två ingångar till matsalarna. Antalet uthyrningsrum uppgick till cirka 20 och huset värmdes upp med hjälp av kakelugnar i varje rum, totalt 13 stycken i bottenvåningen. Inomhus fanns en toalett – eller closett som det står på ritningen. Utedass var fortfarande det det normala.

### Nedläggning
Hotellverksamheten upphörde 1974, möjligen som en följd av att hälsovårdsnämnden i Skellefteå kommun ställde stora krav på ändringar för att verksamheten skulle få fortsätta. Därefter förföll huset.

### Renovering
Länsstyrelsen i Västerbottens län lovade att bekosta en renovering av byggnaden för att kunna bevara hela stationsområdet. Ett krav var dock att byggnaden ägdes av en stabil förening, inte en privatperson vilket var fallet. Byggnaden köptes därför billigt av Jörnsbygdens Hembygdsförening 2005.
Arbetet med att återställa Järnvägshotellet påbörjades hösten 2007 och leddes av Länsstyrelsen. De ansvarade även för huvuddelen av kostnaderna, även om Skellefteå kommun bidrog. År 2014 var byggnaden fortfarande igenbommad och ägdes ännu av Jörnsbygdens Hembygdsförening. Länsstyrelsen i Västerbotten planerade dock för ny verksamhet i byggnaden utifall att den planerade testbanan mellan Jörn och Arvidsjaur skulle bli verklighet. Samma år visades byggnaden för allmänheten. I delar av nedervåningen saknades få golv efter att huset sanerats från hussvamp några år tidigare. Samtidigt hade Riksantikvarieämbetet konstaterat att byggnaden ingick i ett stationsområde med "högt kulturhistoriskt värde och det motiverar att hotellet får skydd enligt Kulturminneslagen".
Länsstyrelsen beslutade 2019 att betala ut "80 000 kronor för både akuta säkerhetsåtgärder och en förstudie inför en kommande restaurering". Ett exempel på akuta säkerhetsåtgärder var arbetet med det så kallade "grishuset", där hotellet tidigare hade grisar som sedan slaktades. Trafikverket konstaterade 2020 att:
| "Järnvägshotellet står idag tomt och igenbommat. Utvändigt har byggnaden stora underhållsbehov, skadorna är fortfarande begränsade, men underhållsåtgärderna måste komma igång snart för att byggnaden ska kunna stå kvar för framtiden. Även invändigt är behoven stora, golven saknas efter ett tidigare hussvampsangrepp. Uthuslängan är i akut behov av omfattande åtgärder för att den ska kunna stå kvar." |
| – Trafikverket (2020) |